# Selenia Lubrificanti
Selenia Lubrificanti è un marchio di Petronas Lubricants International, produttore di oli lubrificanti per motori a combustione interna. In passato utilizzava il marchio Olio Fiat.
Produce lubrificanti di diversi tipi sia per autoveicoli leggeri sia per automezzi pesanti, come trattori stradali, macchine agricole e macchine movimento terra.
Filiale del gruppo petrolifero Petronas, è il principale fornitore di FCA e CNH Industrial.
È anche partner della scuderia Mercedes AMG F1 a cui fornisce fluidi e lubrificanti impiegati nelle monoposto di Formula 1, progettati e prodotti nello stabilimento di Villastellone.

## Storia
La nascita del gruppo risale al 1912, come Sezione Lubrificanti della FIAT per la produzione di oli per i veicoli e i macchinari prodotti dalla casa torinese. L'Olio Fiat, comunemente Oliofiat, è stato per decenni il prodotto di punta della Sezione Lubrificanti, anche grazie al logo a forma di omino bianco progettato da Marcello Nizzoli.
Nel 1929, la Divisione Lubrificanti della Fiat inizia la vendita dei prodotti sul territorio italiano.
Negli anni precedenti alla Seconda guerra mondiale, i lubrificanti erano prodotti presso la Raffineria Aquila di Trieste, di cui la FIAT possedeva delle quote.

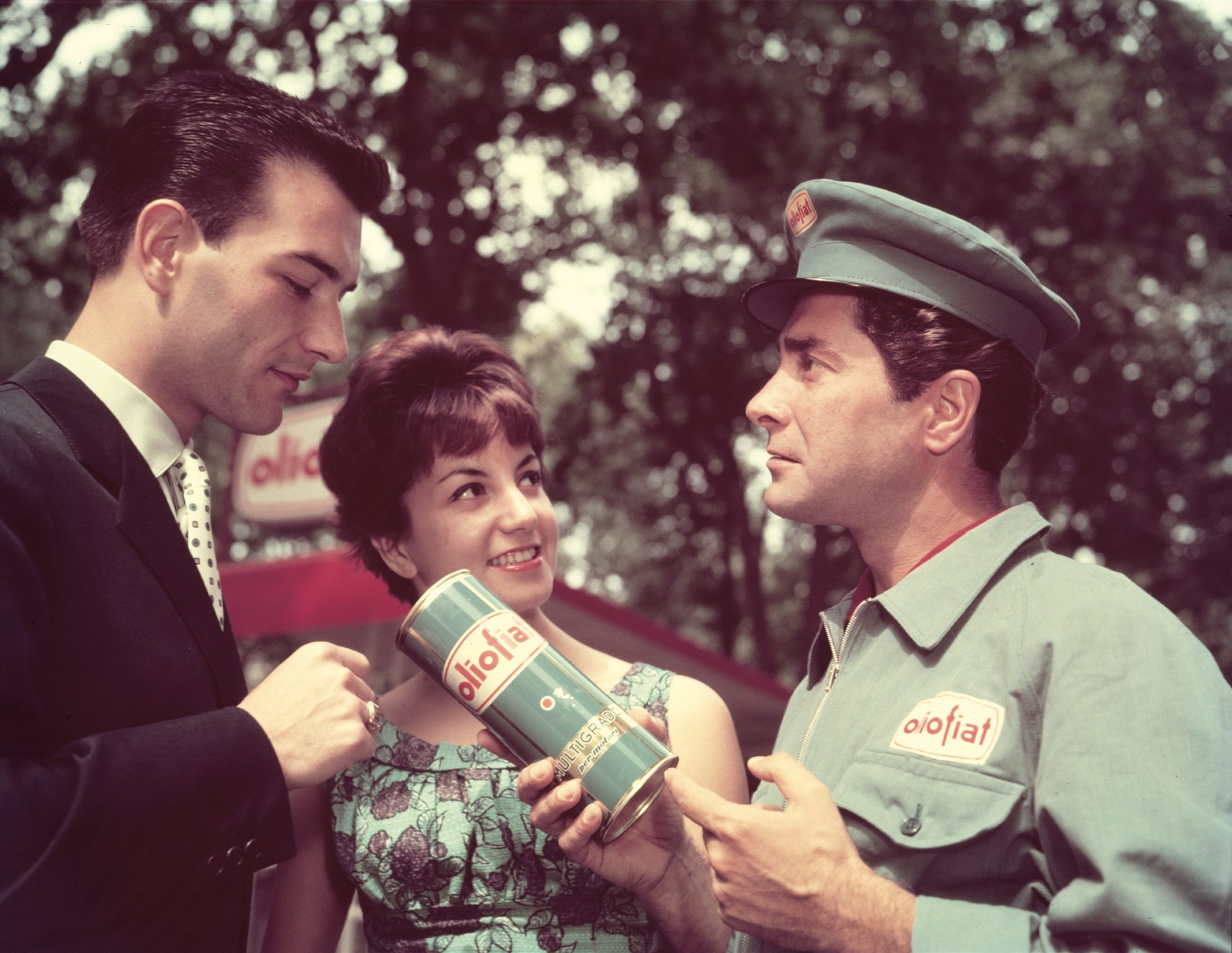
Immagine promozionale dell'Olio Fiat negli anni 50

Nel 1976 la sezione diventa una società a sé, dando vita a Fiat Lubrificanti S.p.A..
Nel 1980 incomincia a espandersi nel mondo con la costruzione di uno stabilimento in Brasile e comincia un percorso di acquisizioni che lo porta a essere uno dei principali produttori mondiali nel suo settore: a tal fine, per aumentare la propria indipendenza e svincolarsi dal nome Fiat, nasce il marchio FL, acronimo di Fiat Lubrificanti, che viene utilizzato sui mercati esteri; inoltre nasce la rete di meccanici Blu officina.
Nel 1995 viene inquadrata presso Magneti Marelli.

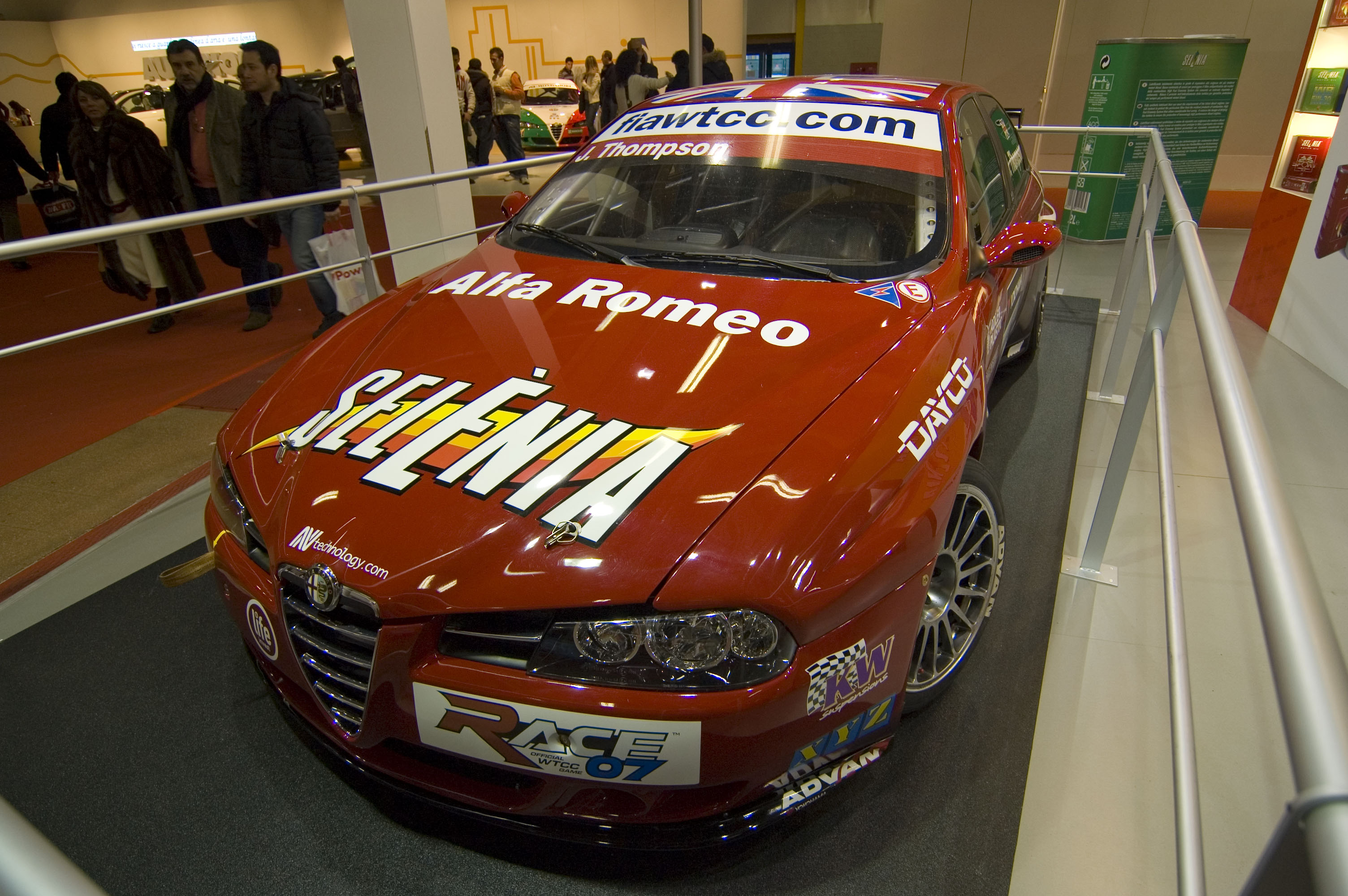
L'Alfa Romeo 156 del WTCC 2007 sponsorizzata Selenia.

Tre anni più tardi cambia denominazione in FL Italia S.p.A., importando anche in Italia il marchio fino ad allora utilizzato solo nel segmento internazionale.
Nel 2000, Fiat cede FL per più di 800 miliardi di lire (427 milioni di euro) al fondo Doughty Hanson.
Ribattezzata FL Selenia S.p.A., tre anni più tardi viene acquisita per 670 milioni da Vestar Capital Partners.
Passa nuovamente di mano nel 2005 per 835 milioni di euro, comprata dal fondo KKR.
Dal 2007 è parte di Petronas che ha rilevato FL Selenia con un esborso di un miliardo di euro: cambia ragione sociale in Petronas Lubricants International S.p.A..
Alla fine del 2025 si concluderà la storica partnership con il marchio Fiat, in quanto il gruppo Stellantis affiderà le forniture alla francese TotalEnergies.

## Impianti
L'azienda possiede 4 stabilimenti ubicati in Europa e America Latina: Napoli e Villastellone in Italia, Canovelles in Spagna e Belo Horizonte in Brasile.